# Парламентские выборы в Республике Конго (2017)
Парламентские выборы в Республике Конго проходили 16 и 30 июля 2017 года.

## Предвыборная обстановка
После Конституционного референдума 2015 года, отменившего 70-летний возрастной ценз для кандидатов в президенты, Дени Сассу-Нгессо был вновь переизбран на президентских выборах 2016 года.
На парламентские выборы правящая Конголезская партия труда выдвинула 128 кандидатов в 151 округе, намного больше, чем любая другая партия. Кроме этого, многие кандидаты от небольших партий и независимые кандидаты поддерживали Сассу-Нгессо. Таким образом, часто предвыборная борьба происходила между сторонниками президента.
Оппозиция была разрознена и не выработала единого решения по участию в парламентских выборах. Панафриканский союз за социал-демократию решил участвовать в выборах, но выставил лишь 43 кандидата, что было связано по заявлению его лидера Паскаля Тсати Мабьялы с высокой суммой требуемого депозита. Ги Брис Парфе Колеля, бывший кандидат на предыдущих президентских выборах, создал новую партию Союз демократов и гуманистов для участия в выборах, который выставил кандидатов в 31 округе. Однако другие оппозиционные лидеры отказались участвовать, заявляя, что перевыборы Дени Сассу-Нгессо были нелегитимны и ссылаясь на вооружённые столкновения в департаменте Пул с боевиками отряда «Ниндзя» Фредерика Бентсаму, выступающего против Сассу-Нгессо.

## Избирательная система
Национальное собрание Республики Конго включает 151 депутата, избираемого по одномандатным избирательным округам по системе абсолютного большинства в два тура. Количества мест Национального собрания увеличилось по сравнению с 2012 годом с 139 до 151. Кроме этого, на выборах 2017 года кандидаты были обязаны внести депозит 1,5 млн CFA франков, тогда как на предыдущих выборах требуемый депозит составлял 100 тыс. CFA франков.
Всего было зарегистрировано 711 кандидатов и 2,2 млн избирателей.

## Результаты
| Партия                                | Партия                                           | 1-й тур   | 1-й тур | 1-й тур   | 2-й тур | 2-й тур | 2-й тур | Всего мест | +/-  |
| Партия                                | Партия                                           | Голоса    | %       | Места     | Голоса  | %       | Места   | Всего мест | +/-  |
| ------------------------------------- | ------------------------------------------------ | --------- | ------- | --------- | ------- | ------- | ------- | ---------- | ---- |
|                                       | Конголезская партия труда (PCT)                  |           |         | 72        |         |         | 18      | 90         |      |
|                                       | Союз демократов и гуманистов (UDH)               |           |         | 7         |         |         | 1       | 8          |      |
|                                       | Панафриканский союз за социал-демократию (UPADS) |           |         | 3         |         |         | 5       | 8          |      |
|                                       | Движение за республику и обновление (DRR)        |           |         | 0         |         |         | 3       | 3          |      |
|                                       | Независимые                                      |           |         | 13        |         |         |         |            |      |
|                                       |                                                  |           |         |           |         |         |         |            |      |
| Вакантные места                       | Вакантные места                                  | -         | -       | -         | -       | -       | -       | 9          | -    |
|                                       |                                                  |           |         |           |         |         |         |            |      |
| Всего                                 | Всего                                            |           | 100     | 95        |         | 100     |         | 151        | + 12 |
| Недействительных/пустых бюллетеней    | Недействительных/пустых бюллетеней               |           | -       |           |         | -       |         |            |      |
| Зарегистрированных избирателей / Явка | Зарегистрированных избирателей / Явка            | 2 221 596 |         | 2 221 596 |         |         |         |            |      |